# 西門
西門（せいもん、にしかど）は、漢姓の一つ。朝鮮・中国では珍しい二字姓である。日本にも見られる。

## 中国の姓
西門（せいもん）は、中国人の姓の一つ。春秋時代の鄭の一位大夫が城の西門に居住しており、その子孫が「西門」姓を称した。

### 有名人
- 西門豹-戦国時代の国の政治家。
- 西門順基-中国吉林省延辺朝鮮族自治州政府副州長。

#### フィクション
- 西門吹雪（中国語版）-古龍の小説陸小鳳の登場人物。
- 西門慶-水滸伝及び金瓶梅の登場人物。

## 朝鮮の姓
西門（せいもん、ソムン、朝: 서문）は、朝鮮人の姓の一つである。2015年の国勢調査による韓国内での人口は2,028人。

### 氏族
| 氏族（地域） | 創始者                               | 人数（2015年） |
| ------------ | ------------------------------------ | -------------- |
| 安養西門氏   |                                      | 8              |
| 安陰西門氏   | 中国の元朝の河南省出身の進士の西門記 | 1,934          |
| 安義西門氏   |                                      | 6              |
| 安興西門氏   |                                      | 33             |
| 長水西門氏   |                                      | 28             |

## 西洋人の中国名
新約聖書の人名シモンは西門と書かれることがある（シモン・ペトロ、熱心党のシモンなど）。西洋人の姓の「Simon」にも「西門」の字が当てられることが多い。
- 西門華徳 - ヴァルター・ジーモン（中国語学者）

## 日本の姓
大阪府、兵庫県、熊本県、鹿児島県、沖縄県等に多い。総人口約1,100人。藤原氏流。人気漫画花より男子の登場人物西門総二郎が有名。